# Нове Мјасто Лубавскје
Нове Мјасто Лубавскје (пољ. Nowe Miasto Lubawskie) град је у Пољској у Војводству варминско-мазурском. По подацима из 2012. године број становника у месту је био 11 224.

## Становништво
| 2012.  |
| ------ |
| 11 224 |